# Tarsotomia (ortopedia)

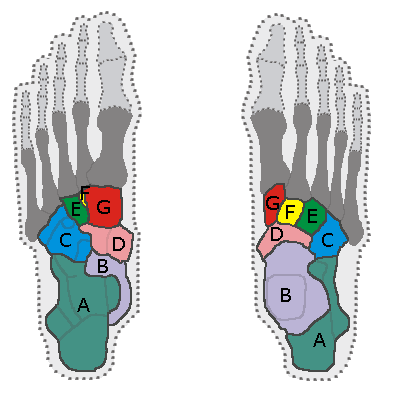
Ossa del tarso

La tarsotomia o tarsectomia è un intervento chirurgico ortopedico che viene effettuato sul tarso dello scheletro del piede e che consiste nella rimozione di una o più ossa che lo costituiscono.